# Franklin (Texas)
Franklin is een plaats (city) in de Amerikaanse staat Texas, en valt bestuurlijk gezien onder Robertson County.

## Demografie
Bij de volkstelling in 2000 werd het aantal inwoners vastgesteld op 1470.
In 2006 is het aantal inwoners door het United States Census Bureau geschat op 1480, een stijging van 10 (0,7%).

## Geografie
Volgens het United States Census Bureau beslaat de plaats een oppervlakte van
2,4 km², geheel bestaande uit land. Franklin ligt op ongeveer 137 m boven zeeniveau.

## Plaatsen in de nabije omgeving
De onderstaande figuur toont nabijgelegen plaatsen in een straal van 36 km rond Franklin.